# Saison 16 de Bleach
Cet article présente la saison 16 de Bleach.

## Saison 16
Cette saison a été diffusée du 11 octobre 2011 au 27 mars 2012 (épisodes 343 à 366) sur TV Tokyo. Elle est composée de 24 épisodes.
| No | Titre français                                                                    | Titre japonais                     | Titre japonais | Date de 1re diffusion |
| No | Titre français                                                                    | Kanji                              | Rōmaji | Date de 1re diffusion |
| --- | --------------------------------------------------------------------------------- | ---------------------------------- | --- | --------------------- |
| 343 | Lycéen de 3e année. Paré pour le début d'un nouveau chapitre                      | 高校３年生！装い新たに新章開始！   | Kōkō sannen sei! Yosoi arata ni shinshō kaishi! (Lycéen de 3e année ! Un nouveau chapitre commence avec un nouveau look !)           | 11 octobre 2011       |
| [Chapitres 424-425] - Dix-sept mois après la guerre contre les Arrancars et Aizen, Ichigo redevient un lycéen normal, incapable de voir les fantômes. C'est au fond la vie dont il a toujours rêvé. Les seules traces qu'il garde de son passé de Shinigami sont le badge de Shinigami remplaçant, l'adresse et la condition physique qu'il a acquises grâce à son entrainement. Désormais, en 3ème année au Lycée de Karakura, les équipes des différents clubs sportifs de la ville proposent à Ichigo de les rejoindre contre rémunération. Alors qu'il se balade dans la rue accompagné de Keigo et Mizuiro, un homme se fait voler son sac. Ichigo règle le compte du voleur et restitue le sac à sa victime. Les amis du voleur se rendent au lycée pour venger leur ami mais Ishida les éloigne. Dorénavant, Ishida est chargé de tuer les Hollows qui étaient à la charge de Kurosaki auparavant. De plus, la victime du vol connaît le nom d'Ichigo Kurosaki et recherche quelque chose à son sujet. Note : Cet épisode débute l'arc majeur « Fullbring : Rendre ses pouvoirs à Ichigo ». |                                                                                   |                                    | |                       |
| 344 | Un conflit au lycée. Ichigo et Uryû combattent ensemble                           | 学校間抗争!? 一護と雨竜、共闘！    | Gakkō kan kōsō?! Ichigo to Uryū, kyōtō! (Conflit entre écoles ! Ichigo et Uryu se battent ensemble !)                                | 18 octobre 2011       |
| [Chapitres 426-427-428-429] - |                                                                                   |                                    | |                       |
| 345 | Uryû est attaqué, une menace se tisse autour de ses amis                          | 襲われた雨竜、仲間達に迫る脅威！   | Osowareta Uryū, nakamatachi ni semaru kyōi! (Uryu est attaqué, une menace s'approche de ses amis !)                                  | 25 octobre 2011       |
| [Chapitres 428 (pages 15 à 18) - 430] - |                                                                                   |                                    | |                       |
| 346 | L'Utilisateur du Fullbring, Ginjô Kûgo                                            | 完現術の能力者・銀城空吾           | Furuburingu no nōryokusha - Ginjō Kūgo (Le maître du Fullbring, Ginjō Kūgo)                                                          | 1er novembre 2011     |
| [Chapitres 431-432-433] - |                                                                                   |                                    | |                       |
| 347 | Un effrayant danger dans la famille Kurosaki. La Confusion d'Ichigo               | 黒崎家に忍び寄る危機!?一護の迷い！ | Kurosaki-ka ni shinobiyoru kiki!? Ichigo no mayoi!! (Une crise menace la famille Kurosaki !? L'hésitation d'Ichigo !)                | 8 novembre 2011       |
| [Chapitre 433] - |                                                                                   |                                    | |                       |
| 348 | Le Pouvoir du badge du Shinigami remplaçant fait la fierté d'Ichigo               | 代行証の力、一護の“誇り”！         | Daikōshō no chikara, Ichigo no "hokori"! (Le pouvoir du badge, la « fierté » d'Ichigo !)                                             | 15 novembre 2011      |
| [Chapitres 434-435-436] - |                                                                                   |                                    | |                       |
| 349 | Prochaine cible, la main diabolique vise Orihime                                  | 次の標的、織姫を襲う魔の手！       | Tsugi no hyōteki, Orihime o nerau ma no te! (La cible suivante, Orihime, attaquée par une main maléfique !)                          | 22 novembre 2011      |
| [Chapitres 437-438-439] - |                                                                                   |                                    | |                       |
| 350 | L'homme qui a tué un shinigami remplaçant. Tsukishima se met en mouvement         | 死神代行を殺した男!?動き出す月島   | Shinigami daikô o koroshita otoko!? Ugokidasu Tsukishima (L'homme qui a tué le Shinigami remplaçant !? Tsukishima commence à bouger) | 29 novembre 2011      |
| [Chapitres 440-441-442 (pages 13 à fin)] - |                                                                                   |                                    | |                       |
| 351 | Le Fullbring, le pouvoir détesté                                                  | フルブリング、忌み嫌われた力！     | Furuburingu, imikirawareta chikara! (Fullbling, le pouvoir détesté !)                                                                | 6 décembre 2011       |
| [Chapitres 441-442 (pages 1 à 12)] - |                                                                                   |                                    | |                       |
| 352 | L'Attaque de Tsukishima. L'Entrainement a été saboté                              | 月島、急襲！妨害された修業！       | Tsukishima, kyōshū! Bōgai sareta shugyō! (Tsukishima, attaque ! Entraînement compromis !)                                            | 13 décembre 2011      |
| [Chapitres 442-443-444] - L'entraînement d'Ichigo contre Jackie se poursuit à partir d'un aquarium. La capacité des « Dirty Boots » de Jackie lui permet d'augmenter la puissance de ses coups de pied au fur et à mesure que ses bottes se salissent. Le Fullbring d'Ichigo réagit bizarrement mais il continue tout de même le combat. Pendant ce temps-là, Tsukishima fait une apparition tonitruante en coupant la porte d'entrée du QG en deux d'un seul coup de sabre. Personne ne lui dit où Ichigo se trouve. Ayant compris qu'il se battait contre Jackie, il détruit la boîte d'entraînement. Soudain, une puissance envahit la pièce et Ichigo se retrouve dehors, vêtu comme un Shinigami, après avoir battu Jackie qui est blessée... |                                                                                   |                                    | |                       |
| 353 | Ichigo maîtrise le Fullbring                                                      | 激闘へ！一護、完現術を使いこなせ！ | Ichigo, Furuburingu jutsu o tsukai konase! (Une bataille acharnée, Ichigo maîtrise le Fullbring !)                                   | 20 décembre 2011      |
| [Chapitres 445-446] - À la suite de l'apparition de Tsukishima, Chad commence à l'attaquer, ce qui détruit le QG. Lorsqu'Ichigo apprend qu'il est l'agresseur d'Uryû Ishida et d'Orihime, il commence le combat contre Tsukishima. Cependant, Ginjo arrête le combat et prend sa place pour la suite. La confrontation continue mais Ichigo s'interpose de nouveau pour reprendre le combat. C'est alors que Yukio réagit. |                                                                                   |                                    | |                       |
| 354 | Ichigo contre Ginjô dans l'espace du jeu                                          | 一護vs銀城、ゲームの空間へ！       | Ichigo vs Ginjō! Gēmu no kūkan he! (Ichigo vs Ginjo, dans l'espace de jeu !)                                                         | 27 décembre 2011      |
| [Chapitres 447-448] - Yukio parvient à sauver Ichigo grâce à son Fullbring, « Invaders Must Die ». Pendant ce temps-là, Orihime rend visite à Ishida, et le soigne. Les Fullbringers se trouvent, à présent, dans un autre repère, le temps que le précédent soit reconstruit. De son côté, Chad requiert la présence d'Orihime auprès d'Ichigo. L'entraînement peut alors reprendre mais cette fois-ci, Ichigo doit battre Ginjo mais se fait blesser. En parallèle, dans le magasin d'Urahara, Isshin, le père d'Ichigo, et Urahara lui-même, préparent quelque chose avec l'aide d'un Shinigami, qui n'est autre que Rukia. |                                                                                   |                                    | |                       |
| 355 | Les Shinigami entrent dans la bataille. Le Seireitei a aussi un Nouvel An spécial | 死神参戦！瀞霊廷もお正月SP！       | Shinigami sansen! Seireitei mo oshōgatsu supesharu! (Participation des Shinigamis ! Le Seireitei a aussi un Nouvel An spécial !)     | 10 janvier 2012       |
| Note : Cet épisode est un filler. |                                                                                   |                                    | |                       |
| 356 | Un ennemi ou un ami. Le Cœur invisible de Ginjō                                   | 敵か味方か!?銀城の見えない心！     | Teki ka mikata ka!? Ginjō no mienai kokoro! (Ennemi ou ami ? Le cœur invisible de Ginjō !)                                           | 17 janvier 2012       |
| [Chapitres 449-450-451] - Orihime, enfin arrivée, soigne les blessures d'Ichigo. Mais Ginjo veut reprendre le combat de plus belle. Son attaque est repoussée par Orihime, ce qui laisse à Ichigo le temps de reprendre le combat. Cependant, il est à nouveau blessé mais cette fois-ci, sa blessure est plus grave. Ginjo lui a fait perdre, volontairement, la vue. Lorsqu'Orihime souhaite le soigner, celle-ci se retrouve enfermée dans une cage par Yukio. Ginjo explique s'être bien moqué de lui depuis le début et qu'il va tuer ses deux amis : Chad et Orihime. À la suite de cela, Ichigo décide d'en finir avec ce combat mais il se fait encore blesser quand une énergie colossale se libère de son corps, ce qui lui permet de conclure le combat. Ginjo avoue qu'il a fait son sale type pour qu'Ichigo puisse se battre pleinement. Grâce à cela, Ichigo fait partie de l'Xcution. |                                                                                   |                                    | |                       |
| 357 | La Capacité de la menace rampante, Tsukishima                                     | 忍び寄る脅威・・・月島の能力！     | Shinobiyoru kyoui...Tsukishima no nouryoku (Une menace rampante... La capacité de Tsukishima !)                                      | 24 janvier 2012       |
| [Chapitre 452] - Maintenant qu'il fait partie de l'Xcution, Ichigo continue son entraînement. Il a enfin obtenu son Fullbring complet. Sur ce, il n'ira pas au lycée pendant un temps. De leur côté, Chad et Orihime essayent de connaître ce que sont les vrais pouvoirs du Fullbring de Tsukishima. Les Fullbringers pensent que le vrai combat va bientôt commencer, puisque qu'Ichigo a le sien dans sa totalité, et pensent aussi que Chad et Orihime sont toujours pris pour cible par Tsukishima. Chad et Orihime rendent visite à Ishida mais il a disparu. En parallèle, Riruka s'est fait prendre par Tsukishima. Celui-ci apparaît devant eux et engage le combat contre Chad. Chad réussit à lui porter un coup mais ça ne suffit pas. Étant donné que Tsukishima s'en est déjà pris à eux auparavant, ils sont assaillis d'images de souvenirs falsifiées dans leur tête. |                                                                                   |                                    | |                       |
| 358 | L'Xcution a frappé Ginjō                                                          | 激突!?銀城を襲うXCUTION！          | Gekitotsu!? Ginjō o osou XCUTION! (Clash !? XCUTION attaque Ginjo !)                                                                 | 31 janvier 2012       |
| [Chapitres 452-453] - |                                                                                   |                                    | |                       |
| 359 | Le Triste Combat. Ichigo contre Chad et Orihime                                   | 哀しみの戦い！ 一護vs茶渡＆織姫！  | Kanashimi no tatakai! Ichigo vs Chado & Orihime! (Une bataille de chagrin ! Ichigo contre Sado et Orihime !)                         | 7 février 2012        |
| [Chapitres 454-455-456] - |                                                                                   |                                    | |                       |
| 360 | Ichigo contre Uryu. Qui est le traître                                            | 一護vs雨竜！？裏切り者は誰だ！     | Ichigo vs Uryū! ? Uragirimono wa dare da! (Ichigo contre Uryu !? Qui est le traître !)                                               | 14 février 2012       |
| [Chapitres 456-457-458] - |                                                                                   |                                    | |                       |
| 361 | Une nouvelle apparence. Rencontre avec le Gotei 13                                | 新たな姿！護廷十三隊、見参！       | Arata na sugata! Gotei jūsan tai, kenzan! (Nouvelle apparence ! Gotei 13, à bientôt !)                                               | 21 février 2012       |
| [Chapitres 459-460] - |                                                                                   |                                    | |                       |
| 362 | Retour d'Ichigo Kurosaki, le Shinigami remplaçant                                 | 復活！死神代行・黒崎一護！         | Fukkatsu! Shinigami daikō・Kurosaki Ichigo! (Le retour ! Shinigami remplaçant, Ichigo Kurosaki !)                                    | 28 février 2012       |
| [Chapitres 461-462-463] - |                                                                                   |                                    | |                       |
| 363 | Les Shinigami contre l'Xcution                                                    | 激闘！死神vsXCUTION！              | Gekitou! Shinigami vs XCUTION! | 6 mars 2012           |
| [Chapitres 464-465-466-467] - |                                                                                   |                                    | |                       |
| 364 | Lutte désespérée. Les Pensées troubles de Byakuya                                 | 絶望的な闘争！思考は白哉を苦しめ？ | Zetsubō-tekina tōsō! Shikō wa Byakuya o kurushime? (Bataille féroce ! Shinigami contre XCUTION !)                                    | 13 mars 2012          |
| [Chapitres 468-469-470-471-472] - |                                                                                   |                                    | |                       |
| 365 | Ichigo contre Ginjô. Le Secret du badge de Shinigami remplaçant                   | 一護vs銀城！代行証の秘密           | Ichigo vs Ginjō! Daikou shou no himitsu (Ichigo contre Ginjo ! Secret du badge de Shinigami remplaçant)                              | 20 mars 2012          |
| [Chapitres 470 (pages 6 à 16) 473-474-475-476] - |                                                                                   |                                    | |                       |
| 366 | L'histoire change mais le cœur reste inchangé                                     | 変わりゆく歴史、変わらぬ心         | Kawariyuku rekishi, kawaranu kokoro (Une histoire changeante, un cœur immuable)                                                      | 27 mars 2012          |
| [Chapitres 476-477-478-479] - Note : Cet épisode clôture l'arc majeur « Fullbring : Rendre ses pouvoirs à Ichigo ». Il marque également la fin de la première diffusion de l'anime (2004-2012). |                                                                                   |                                    | |                       |

#### Épisodes japonais
1. 1 2  « La fin de l’anime Bleach au Japon » sur AnimeLand.com, consulté le 25 février 2012.
2. 1 2 3 4 5 6 7 8 9 10 11 12  (ja) « Bleach - Épisodes 342 à 354 », TV Tokyo (consulté le 30 novembre 2011)
3. 1 2 3 4 5 6 7 8 9 10 11 12  (ja) « Bleach - Épisodes 355 à 366 », TV Tokyo (consulté le 30 novembre 2011)

#### Épisodes français
1. 1 2 3 4 5 6 7 8 9 10 11  « Bleach - Épisodes 341 à 353 » sur Anime.kaze.fr, consulté le 6 mai 2014
2. 1 2 3 4 5 6 7 8 9 10 11 12 13  « Bleach - Épisodes 354 à 366 » sur Anime.kaze.fr, consulté le 6 mai 2014